# Nikólskoye
Nikólskoye (en ruso: Нико́льское, en finés: Lomkka) es una ciudad del raión (distrito) de Tosno, óblast de Leningrado, en Rusia. Está localizada a orillas del río Tosna (afluente del Nevá), 40 km al sureste de San Petersburgo. Población: 17 301 habitantes (2010).

## Etimología
El nombre de la ciudad se debe al icono de San Nicolás que los primeros pobladores en 1712 colocaron en una capilla de madera.

## Historia
Por decreto de Pedro I, muchos agricultores y albañiles del interior de Rusia emigraron a zonas aledañas a la nueva capital. Los primeros asentamientos en lo que hoy es Nikólskoye, ocurrieron en 1710. Inicialmente se construyó una iglesia de madera, y luego pasó a construirse un pueblo (sélo) alrededor de esta. En 1801 se construyó una iglesia de piedra para sustituir la antigua, que posteriormente fue demolida. En 1990 obtuvo el estatus de ciudad.

## Evolución demográfica
| Censo | 1959 | 1970 | 1979 | 1989 | 1992 | 1996 | 1998 | 2000 | 2001 | 2003 | 2005 | 2006 | 2007 | 2010 |
| ----- | ---- | ---- | ---- | ---- | ---- | ---- | ---- | ---- | ---- | ---- | ---- | ---- | ---- | ---- |
| Pob.  | 6,4  | 9,5  | 13,2 | 17,2 | 18,1 | 17,7 | 17,7 | 17,6 | 17,6 | 17,3 | 17,3 | 17,2 | 17,2 | 17,3 |